# Lansanya
Lansanya es una localidad de la prefectura de Dinguiraye en la región de Faranah, Guinea, con una población censada en marzo de 2014 de 9106 habitantes.
Se encuentra ubicada en el centro-norte del país, cerca de la frontera con Malí.